# Listă de formații post-rock
Aceasta este o listă de formații post-rock notabile.

## Lista
| - *shels - 1 Mile North - 1-Speed Bike - 12Twelve - 65daysofstatic - A Genuine Freakshow - A Northern Chorus - Aerial M - The Album Leaf - Am Fost la Munte și mi-a Plăcut - The American Dollar - American Analog Set - Amiina - Amp - And So I Watch You From Afar - Apse - Arctic Plateau - The Appleseed Cast - ...as the Poets Affirm - Ativin - Auburn Lull - Audrey - Austin TV - Bakunin's Bum - Balmorhea - Bardo Pond - Bark Psychosis - Battles - Beaten by Them - Because of Ghosts - Bell Orchestre - Beware of Safety - The Big Sleep - Billy Mahonie - Bowery Electric - Broadcast - Broken Social Scene - Butterfly Explosion - Califone - Callisto - The Cancer Conspiracy - Caspian - City of Caterpillar - Clogs - Codes in the Clouds - Couch - Crippled Black Phoenix - Cul de Sac - Cult of Luna - Dappled Cities Fly - The Dead C - The Declining Winter - Decoder Ring - Destroyalldreamers - Dextro - Dianogah - Dif Juz - Disco Inferno - Dirty Three - Do Make Say Think - Don Caballero - Dreamend - Drums and Tuba - Kyle Bobby Dunn - Early Day Miners - Echoes and Signals - Ef - Efterklang - Eksi Ekso - El Ten Eleven - Electrelane - Envy - Errors - Esben and the Witch - Esmerine - The Evpatoria Report - Exhaust - Experimental Audio Research - Explosions in the Sky - Faunts - Feu Thérèse - Fifths of Seven - Fly Pan Am - Flying Saucer Attack - The For Carnation - For a Minor Reflection - Foxhole - Fredo Viola - Fridge - Friends of Dean Martinez - From Monument to Masses - Fuck Buttons - Future of Forestry - Fuxa | - Gastr del Sol - Gifts From Enola - Godspeed You! Black Emperor - God Is an Astronaut - Goonies Never Say Die - Giardini di Mirò - Grails - Gregor Samsa - Hammock - Hangedup - Hearts No Static - Her Name Is Calla - High Dependency Unit - Hrsta - If These Trees Could Talk - Immanu el - Irepress - Isis - Jakob - Jeniferever - Jessamine - Jesu - Jim O'Rourke - Joy Wants Eternity - June of 44 - Junior Blue - Junius - Karate - Labradford - Landing - Lanterna - Last Lungs - Lateduster - Late Night Venture - Laura - Les Discrets - Lights & Motion - Lights Out Asia - Logh - Long Distance Calling - lovesliescrushing - Lounge Piranha - Lotus - Lymbyc Systym - Macha - Made in Japan - Magnog - Magyar Posse - Main - Make Believe - Maserati - Maybeshewill - Minimum Chips - Misuse - Mogwai - Mono - Mouth of the Architect - Moving Mountains - Múm - Mutemath - My Education - Nedry - Neil on Impression - Nekropsi - Neurosis - Night Verses - The Notwist - Oceansize - The Octopus Project - Oh Hiroshima - Old Man Gloom - Old World Vulture - On! Air! Library! - One Act Play - OOIOO - Orkid - Oxes - Pacific UV - Paik - Pele - Pelican - Pell Mell - Permanent Fatal Error - Piano Magic - Picastro - Pierce The Veil - Pivot - Port Blue - port-royal - Pram - Precious Fathers - Public Image Ltd - Pure Reason Revolution - Rachel's - Radarmaker - Red Sparowes - Redjetson - The Redneck Manifesto - Replikas - Riverbeds - Rodan - Rosetta - Rothko - Rumah Sakit - Rumour Cubes - Russian Circles | - Salvatore - Saxon Shore - The Sea and Cake - Seefeel - Set Fire to Flames - The Seven Mile Journey - The Shadow Project - Shalabi Effect - Shipping News - Sickoakes - Signal Hill - Sigur Rós - The Six Parts Seven - Sleeping People - sleepmakeswaves - Slint - Sonna - Southpacific - Special Others - Sputniks Down - Stafrænn Hákon - Star FK Radium - Stars Like Fleas - Stars of the Lid - Stereolab - Surface of Eceon - Swans - Sweep the Leg Johnny - Sylvain Chauveau - Tadpoles - Talk Talk - Talons - Tarentel - Tarwater - The Third Eye Foundation - Thee Silver Mt. Zion Memorial Orchestra & Tra-La-La Band - These New Puritans - This Is a Process of a Still Life - This is Your Captain Speaking - This Will Destroy You - Tied & Tickled Trio - The Timeout Drawer - Toe - Toiling Midgets - Torngat - Tortoise - Tracer AMC - Trans Am - Trigon - Triosk - Tristeza - Turing Machine - Ui - Ulan Bator - Under Byen - The Union Trade - Unwed Sailor - Up Dharma Down - Uzeda - Uzi and Ari - Valley of the Giants - Vessels - Vidavox - We vs. Death - Wind-Up Bird - Will Gambola Sing - Windsor for the Derby - Winter Equinox - World's End Girlfriend - Worriedaboutsatan - Year Of No Light - Yndi Halda - Youthmovie Soundtrack Strategies - Youth Pictures of Florence Henderson - Yume Bitsu - Zammorian |